# Dolores Keane
Dolores Keane (Caherlistrane, 26 september 1953) is een Ierse zangeres.
Zij staat bekend als de stem van Ierland. Zij werd door haar tantes Sarah en Rita Keane geïntroduceerd in de muziek toen zij nog maar vijf jaar oud was. Zij is een zuster van de muzikant Seán Keane. Zij was de eerste zangeres van de bekende groep De Dannan. Zij trouwde in 1977 met John Faulkner, toerde met hem enige jaren rond en maakte toen een opname van My Own Dear Galway Bay. Daarna had zij een omvangrijke solocarrière.
Naast haar zang speelt zij fluit, whistle, hurdy gurdy en bodhrán.

## Discografie
- The Essential Collection - Dolores Keane - 2007

- The very best of Dolores Keane - 2003

- Sail Og Rua - 2000 - Dolores zingt Jimmy Mo Mhile Stor, Carolan's Cup, Green Grow, The Laurels en Galway Bay. In Sail Og Rua zingt zij een duet met haar tante Sarah.

- The Best of Dolores Keane - 1998

- Night Owl - 1998

- Solid Ground - 1993 - Dolores zingt Emigrant Eyes, The Summer of My Dreams, Solid Ground, Nothing to Show en Finer Things

- The Best of De Danann - 1990

- Lion in a Cage - 1989

- Dolores Keane - 1988

- Ballroom met De Danann - 1987

- Anthem met De Danann - 1985

- Farewell To Eirinn - 1980

- Broken Hearted I'll Wander - 1979

- There Was A Maid - 1978

- De Danann, hun eerste LP - 1975

- A Woman’s Heart (1e deel) - Dolores zingt Caledonia en The Island - 1992

- A Woman’s Heart (2e deel) - Dolores zingt Never Be The Sun en Solid Ground - 1994

- A Woman’s Heart - A Decade On (3e deel) - Dolores zingt Where Have All The Flowers Gone met Tommy Sands. - 2003

- The Definitive Irish Folk Collection Deel 2 - Dolores zingt Never Be The Sun.

- Éist Aris - Dolores zingt Tainse im Chodlagh. - 2000

- Celtic Twilight, Deel 6 - Dolores zingt Aileen's Lament. - 2003

- Holding Up Half The Sky Deel 1 - Dolores zingt Storm in My Heart. - 1996

- Holding Up Half The Sky Deel 2 - Dolores zingt The Low, Low Lands of Holland. - 1997

- Bringing It All Back Home Deel 1 - Dolores zingt Sonny (met Mary Black en Emmylou Harris). - 1998

- Bringing It All Back Home Deel 2 - Dolores zingt Grey Funnel Line (met Mary Black en Emmylou Harris) - 1999

- Bibliothèque nationale de France: cb140371009 (data)
- Gemeinsame Normdatei: 13469547X
- International Standard Name Identifier: 0000 0000 5515 5836
- Library of Congress Control Number: n94043818
- MusicBrainz: ab05807f-c127-4cb5-9f72-72ec47096632
- Virtual International Authority File: 5132482